# Brian Turner (futebolista)
Brian Alfred Turner (East Ham, 8 de maio de 1956) é um ex-futebolista inglês naturalizado neozelandês, que atuava como meia-atacante.

## Carreira
Brian Turner fez parte do elenco da histórica Seleção Neozelandesa de Futebol da Copa do Mundo de 1982. 